# 和歌山県商工信用組合
和歌山県商工信用組合（わかやまけんしょうこうしんようくみあい）は、かつて和歌山県田辺市湊に本店を置いていた信用組合である。略称は「県信」であり、和歌山県内では「けんしん」で通っていた。1999年に事業継続を断念し、紀陽銀行（本店・和歌山県和歌山市）に事業譲渡して解散した。統一金融機関コードは「2635」を使用していた。

## 沿革
- 1954年（昭和29年）  7月21日：西牟婁商工信用協同組合が設立される。（その名残で県信の店番001～010は西牟婁商工信用協同組合の店舗である。）
- 1956年（昭和31年）  2月  7日：和歌山県たばこ信用組合が設立される。
- 1956年（昭和31年）  4月  2日：和歌山県たばこ信用組合が営業を開始する。
- 1956年（昭和31年）  7月　    ：西牟婁商工信用協同組合が名称を和歌山県商工信用組合に改称する。
- 1982年（昭和57年）  2月  1日：和歌山県たばこ信用組合が名称を和歌山県富士信用組合に改称する。
- 1989年（平成 元年）  3月  1日：和歌山県商工信用組合が和歌山県富士信用組合を吸収合併する。
- 1999年（平成11年）  5月  7日：紀陽銀行に事業譲渡し、解散する。
- 2011年（平成23年）  3月11日：紀陽銀行の店舗として残っていた清水支店が紀陽銀行 金屋支店に統合される。
- 2011年（平成23年）  3月18日：紀陽銀行の店舗として残っていた美里出張所（けんしん時代は美里支店）が紀陽銀行 野上支店に統合される。
- 2019年（令和  2年）  3月  9日：紀陽銀行の店舗として最後まで残っていた本宮支店が紀陽銀行 新宮支店にブランチインブランチ方式で統合される。

## 店舗
営業範囲が和歌山県内全域であったため、多くの店舗が存在した。最盛期には40数店舗の支店があったようである。1998年ごろに支店や出張所の大量粛清があり、多くの店が近くの支店に統合された。その残った店舗も紀陽銀行への事業譲渡でほとんどが姿を消した。だが、美里支店や本宮支店のように紀陽銀行の店舗としてそのまま存続した店舗も少なからず存在する。本宮支店は紀陽銀行の店舗として2020年（令和2年）3月6日まで存続していたが、紀陽銀行 新宮支店にブランチインブランチ方式で統合された。そのため、店名は維持されたものの、けんしんの店舗の店籍は消滅してしまった。

### かつての本支店
- 事務集中課（店番：001）：田辺市湊１１８４－１７
- 本店営業部（店番：002）：田辺市湊１１８４－１７
- 白浜支店（店番：003）：白浜町1335
- 江住支店（店番：004）：すさみ町江住 ※周参見支店に統合
- 周参見支店（店番：005）：すさみ町周参見
- 日置支店（店番：006）：日置川町日置 （現・白浜町）
- 富田支店（店番：007）：白浜町富田
- 朝来支店（店番：014）：上富田町朝来（朝来駅前・紀陽銀行朝来駅前SSから約50ｍ）
- 三川連絡所（店番：009）：
- 串本支店（店番：010）：串本町串本1767
- 勝浦支店（店番：011）：那智勝浦町築地5丁目2-4
- 古座支店（店番：013）：古座町西向263-1 （現・串本町） ※串本支店に統合
- 和歌山支店（店番：016）：和歌山市八番丁9 ※旧和歌山県富士信用組合の本店だった。
- 新宮支店（店番：018）：新宮市新町2丁目2-4（建物は現存しており、「けんしん」という文字を剥がした跡がある。）
- 和深出張所（店番：032）：串本町和深793
- 太地支店（店番：031）：太地町太地3077
- 太田支店（店番：039）：和歌山市太田４２７５７
- 紀三井寺支店（店番：040）：和歌山市紀三井寺６５８－９
- 砂山支店（店番：047）：和歌山市湊桶屋町４２９７９
- 高松支店（店番：035）：和歌山市秋葉町７ー２８
- 築地支店（店番：036）：和歌山市新堺丁１３－１
- 松江支店（店番：027）：和歌山市松江北５－１－２３
- 六十谷支店（店番：042）：和歌山市六十谷２１５－５
- 岩出支店（店番：045）：岩出市大町１６２−１
- 打田支店（店番：033）：紀の川市西大井８７−２　　　　※きのくに信用金庫 打田支店として現存している。
- 粉河支店（店番：015）：紀の川市粉河１９０７－３
- 那賀支店（店番：041）：紀の川市名手市場１２５－３
- 貴志川支店（店番：044）：紀の川市貴志川町神戸１７６－４
- 桃山支店（店番：023）：桃山町元３８５－４　　　　　  ※きのくに信用金庫 桃山支店として現存していたが、きのくに信用金庫 岩出支店に統合された。
- 伊都支店（店番：022）：伊都郡 かつらぎ町 妙寺４７８−１
- かつらぎ支店（店番：不詳）：
- 高野口支店（店番：043）：橋本市高野口町名古曽９４９−４
- 橋本支店（店番：019）：橋本市東家４－１９６
- 高野山支店（店番：025）：伊都郡高野町高野山７７９
- 海南支店（店番：034）：日方２８０−２
- 野上支店（店番：不詳）：
- 美里支店（店番：038）：海草郡紀美野町神野市場431　　※紀陽銀行美里支店として現存していたが、紀陽銀行野上支店に統合された。
- 下津支店（店番：不詳）：
- 箕島支店（店番：026）：和歌山県有田市箕島93-4
- 吉備支店（店番：不詳）：
- 金屋支店（店番：017）：有田郡有田川町大字金屋７１５－１
- 清水支店（店番：030）：有田郡有田川町大字清水３７９－２
- 湯浅支店（店番：020）：有田郡湯浅町湯浅１０５５−２２
- 由良支店（店番：不詳）：
- 御坊支店（店番：012）：御坊市薗３５０－３
- 印南支店（店番：021）：
- 南部支店（店番：024）：
- つぶり坂出張所（店番：046）：
- 大塔支店（店番：037）：
- 中辺路支店（店番：008）：
- 龍神支店（店番：029）：日高郡龍神村柳瀬925-1
- 本宮支店（店番：028）：2020年（令和2年）3月6日まで、紀陽銀行の支店で県信の店籍が残っていた店舗であった。
- 御坊北出張所（店番：048）：